# Strendur
Strendur er en bygd på øen Eysturoy på Færøerne. Bygden ligger yderst ved Skálafjørðurs vesttlige bred på Eysturoys østside, og er administrativt center for Sjóvar kommuna. Den omfatter de fire býlingar Við Sjógv, í Selvendi, á Heyggi og Gerðar. Eysturoyartunnilin åbnede i 2020 og forkorter afstanden mellem Strendur og Tórshavn fra 55 kilometer til 17 kilometer. Strækningen, der før tog 64 minutter at køre i bil, tager nu cirka 16 minutter. Der er direkte bus mellem 
Tórshavn og Strendur.
Folkeskolen "Stranda skúli" med klasser fra 1 til 10  blev indviet i 1969 og udvidet i 1984 og 2011; den har nu svømmehal og er kommunens centralskole. Børnehaven "Dagstovnurin Lítlifløttur" har plads til 150 børn.
Strendur har missionshus, bank, sparekasse, lægehus og i 1996 købte kommunen det tidligere dansehus, der efter en udvidelse fungerer som forsamlingshus og fritidshus, med sociale og kulturelle aktiviteter som dans, musik, korsang og kristelige møder.  
Museumsforeningen Sjóvar Fornminnafelag, som blev stiftet i 2009, ejer fire gamle huse i havneområdet á Høvdanum. Foreningen har desuden overtaget Turkihúsið, et fisketørringshus fra 1950, der nu fungerer som et lokalmuseum.
Uldvarefabrikken ’Snældan’, grundlagt 1949 har i tre genrationer produceret strikvarer i traditionelle færøske mønstre, der også eksporteres.
Fiskefabrikken Vaðhorn Seafood er en fiskefiletfabrik, der forædler frosne fisk fra hele verden. 
Viking Seafood, ejet af Bakkafrost er et lakseslagteri. Desuden er der mange mindre virksomheder. 

## Historie
Navnet Strendur er som fællesbetegnelse brugt for første gang i 1732 og nævnes i kirkebøgerne omkring 1833. I Hundebrevet omtales stedet som Raktangi, hvilket også er navnet på den sydligste tange ved indsejlingen til Skálafjørður.
Udflytterbygden Innan Glyvur  mellem Strendur og Skála blev grundlagt i 1884. Her blev sognets nye præstegård bygget i 1971.
Den første skole i Strendur blev bygget i 1887. Fra 1933 til 1963 var der 4 klasser med forskellige årgange og i 1966 kom der yderligere to klasser til. 1969 blev den nye skole "Stranda skúla" bygget. I 2011 opføres en bygning med 7 klasseværelser. 
Strendur havde under 2. verdenskrig på Færøerne på grund af beliggenheden ved indgangen til Skálafjørður, stor strategisk betydning både for skibstrafikken og for beskyttelsen af de vigtige oliebeholdninger ved Søldarfjørður. Briterne opførte en militærlejr med kanoner og andet skyts i området úti á Bergi, hvor de udstationerede ca. 100 soldater, samt et mindre militært anlæg med kanoner og skyts i Innan Glyvur, hvor der også var opført barakker til soldater. Der er stadig tydelige spor efter de militære anlæg.

## Kirken
Sjóvar kirkja ligger midt i bygden i nærheden af fjorden, på lokaliteten Sjógv. Den er en af de traditionelle 
færøske trækirker med græstørvtag. Kirken har i nyere tid fået en tilbygning, (forkirke) således at bygningen fremstår som et vinkelhus. Kirkerummet står i ubemalet træværk og er uden hvælv eller loft. Koret er adskilt fra det øvrige kirkerum ved et udskåret korgitter. Der er blevet anlagt en ny kirkegård et godt stykke væk fra kirken. I 2014  blev et nyt kirkehus indviet ved kirken. 

## Galleri
- Strendur nederst til venstre
- Strendur
- Uldvarefabrikken Snældan
- Mindesten på mindepladsen Raktangi